# Andreas Grüntzig
Andreas Roland Grüntzig (25 de junho de 1939 – 27 de outubro de 1985) foi um radiologista e cardiologista alemão, com interesse fundamental, treinamento e pesquisa em epidemiologia e angiologia. Ele é conhecido por ser o primeiro a desenvolver angioplastia com balão com sucesso para expandir lúmens de artérias estreitadas. Ele Dresden.

## Procedimento inovador: angioplastia coronária
No final da década de 1960, Gruentzig conheceu o procedimento de angioplastia desenvolvido por Charles Dotter, um americano, em uma palestra em Frankfurt, na Alemanha. Encontrando resistência burocrática na Alemanha à exploração das técnicas de angioplastia, Gruentzig mudou-se para a Suíça em 1969.
O primeiro tratamento de angioplastia coronária bem-sucedido de Gruentzig em um ser humano acordado foi realizado em 16 de setembro de 1977, em Zurique, Suíça. Ele expandiu uma seção curta, de cerca de 3 mm, não ramificada da artéria Descendente Anterior Esquerda (LAD) (o ramo anterior da artéria coronária esquerda) que irriga a parede frontal e a ponta do coração (ver circulação coronária), que tinha uma estenose de alto grau, cerca de 80%, da luz. Gruentzig apresentou os resultados de seus primeiros quatro casos de angioplastia no encontro da American Heart Association (AHA) de 1977, o que levou ao amplo reconhecimento de seu trabalho pioneiro.
Os resultados imediatos deste tratamento, apesar de utilizar apenas um cateter cuidadosamente construído em cozinha (grosseiro para os padrões atuais), foram bastante bons. O paciente ficou e permaneceu livre de angina após este tratamento. O resultado inicial deste paciente foi reavaliado eletivamente, por angiografia na Emory University, no aniversário de 10 anos do tratamento inicial. O estreitamento do LAD, após este período de 10 anos, permaneceu quase perfeitamente expandido. Houve estreitamento residual mínimo, provavelmente inferior a 10%, visto em ângulo semelhante e múltiplas visualizações diferentes em comparação com fotografias do original, 10 anos antes, antes e depois dos resultados.
Os excelentes resultados destes pacientes iniciais e subsequentes foram fundamentais para o rápido desenvolvimento e crescente aceitação da opção de tratamento da angioplastia. Gruentzig reconheceu precocemente várias questões importantes: (a) o tratamento não seria prontamente aceito pela maioria dos médicos, especialmente cirurgiões de ponte de safena, (b) poderia facilmente levar a resultados ruins sem muito cuidado na seleção de quais pacientes/lesões tratar e do tratando médicos, e (c) exigia um ensino cuidadoso da técnica e suas potenciais dificuldades e armadilhas a outros médicos, de modo a reduzir proativamente a ocorrência de maus resultados. A compreensão dessas questões e o esforço incansável de sua parte são amplamente reconhecidos na cardiologia por serem de fundamental importância para o sucesso final da técnica.

## Hospital Universitário Emory 1980-1985
Em 1976, Gruentzig apresentou sua pesquisa com animais em um encontro médico em Miami. Dr. Spencer King, um cardiologista da Emory University o conheceu pela primeira vez. Em 1980, o Dr. King visitou Gruentzig em Zurique. Gruentzig estava contemplando uma mudança significativa em sua carreira porque estava frustrado com o ritmo lento de seus esforços na Europa em comparação com os Estados Unidos. Ele estava pensando em ingressar na Clínica Cleveland. Ele disse que tinha dois objetivos: (1) aprofundar suas pesquisas (2) tornar-se professor. King ressaltou que a Clínica Cleveland não tinha uma faculdade de medicina, então ele não seria professor lá. Isso levou Gruentzig a ingressar na Emory University, onde se tornou imediatamente professor.
Quando o Dr. Gruentzig ingressou inicialmente na Emory, ele colaborou com o Dr. King para ministrar cursos de demonstração. Os laboratórios de cateterismo estavam diretamente conectados a um grande auditório por meio de circuito fechado de televisão. Durante essas sessões, o Dr. Gruentzig ou o Dr. King realizavam o procedimento enquanto o outro atuava como moderador. O Dr. King lembrou-se vividamente da notável capacidade do Dr. Gruentzig de avaliar rapidamente as situações e responder de acordo.
O curso anual inaugural ocorreu em Atlanta, em fevereiro de 1981, atraindo mais de 200 cardiologistas de todo o mundo que observaram com entusiasmo os métodos de ensino exemplares do brilhante instrutor. Durante três dias e meio, cada meio-dia contou com um caso de ensino ao vivo. À medida que os cursos subsequentes se desenrolaram, o impulso para a angioplastia continuou a aumentar. Milhares de cardiologistas aprenderam as técnicas do Dr. Gruentzig antes de sua morte. Num de seus cursos, Gruentzig declarou: “Não importa o que aconteça com a técnica, dei uma contribuição: permitir que os médicos trabalhem nas artérias coronárias do paciente acordado e alerta”.

## Morte e legado
Gruentzig, um piloto qualificado por instrumentos, e sua esposa, Margaret Anne, morreram em um acidente de avião em seu Beechcraft Baron em Forsyth, Geórgia, em 27 de outubro de 1985. Ambos estão enterrados no Cemitério Riverside (Macon, Geórgia). O prêmio Grüntzig Ethica por contribuições à cardiologia intervencionista leva seu nome.